# Бруант північний
Бруант північний (Zonotrichia querula) — вид горобцеподібних птахів родини Passerellidae. Поширений у Північній Америці.

## Поширення
Вид розмножується на півночі Канади від північно-західного Онтаріо через північну Манітобу, північно-східний Саскачеван, Нунавут і Північно-Західні території (і, можливо, Юкон). Він зимує в центральній і південній частині США в регіоні Великих рівнин, від півдня Небраски до південного Техасу, хоча особини зустрічаються в західних і східних США, південній Канаді та південно-східній Алясці.
Цей вид гніздиться в лісотундровій зоні північної Канади, де домінуючою рослинністю є чагарник, ялина (Picea spp.), модрина (Larix laricina), вологі осокові луки та лишайники. У період нерозмноження вид зустрічається в різноманітних чагарникових місцях існування, але використовує сільськогосподарські землі та навіть приміські сади.

## Опис
Птах завдовжки від 16 до 19 сантиметрів. Розмах крил становить від 23 до 26 сантиметрів. Вага коливається від 35 до 45 грам. Бруант північний має чорну лицьову маску, яка простягається від горла через обличчя до маківки, а також простягається на очі. У деяких особин темна смуга очей тягнеться від ока до шиї у формі півмісяця, обрамляючи сіро-коричневу пляму на вусі. Однак у більшості особин ця смужка відсутня або ледве помітна. Решта голови сіра, шия коричнева. Дзьоб рожевий, райдужка коричнева. Тонкий чорний комір відокремлює голову від білої нижньої частини тіла. Розмитий чорний нагрудник тягнеться через комір до грудей спереду. Круп сіро-бурий, мантія коричнева з темно-коричневими плямами. Лапи і гомілки блідо-рожево-коричневі.

## Спосіб життя
Цей вид є всеїдним, харчуючись різними видами під час сезону розмноження, включаючи хвою, членистоногих та фрукти, але в основному харчується насінням та фруктами в сезон розмноження.
Птах гніздиться на землі; гніздо — неглибока ямка, вистелена мохом і лишайниками. Кладка складається з трьох-чотирьох яєць. Вони мають блідо-темно-зелений колір і мають коричневі плями. Інкубація триває від 12 до 14 днів. Пташенята вилітають через вісім-десять днів.